# Saint-André-de-Cubzac
Saint-André-de-Cubzac – miejscowość i gmina we Francji, w regionie Nowa Akwitania, w departamencie Żyronda.
Według danych na rok 2018 gminę zamieszkiwało 12 229 osób, a gęstość zaludnienia wynosiła 521 osób/km². Liczba mieszkańców gminy dynamicznie rośnie. W 1990 roku było to 6341 osób, w 1999 – 7234, a w 2013 – 10 720.

## Ludzie związani z miejscowością
- Jacques-Yves Cousteau – badacz mórz urodził się w Saint-André-de-Cubzac w 1910 i został w nim pochowany po śmierci w 1997[3][4]
- Jean Marie Antoine de Lanessan – francuski dyplomata, urodzony w Saint-André-de-Cubzac w 1843[4]